# Achan Malonda

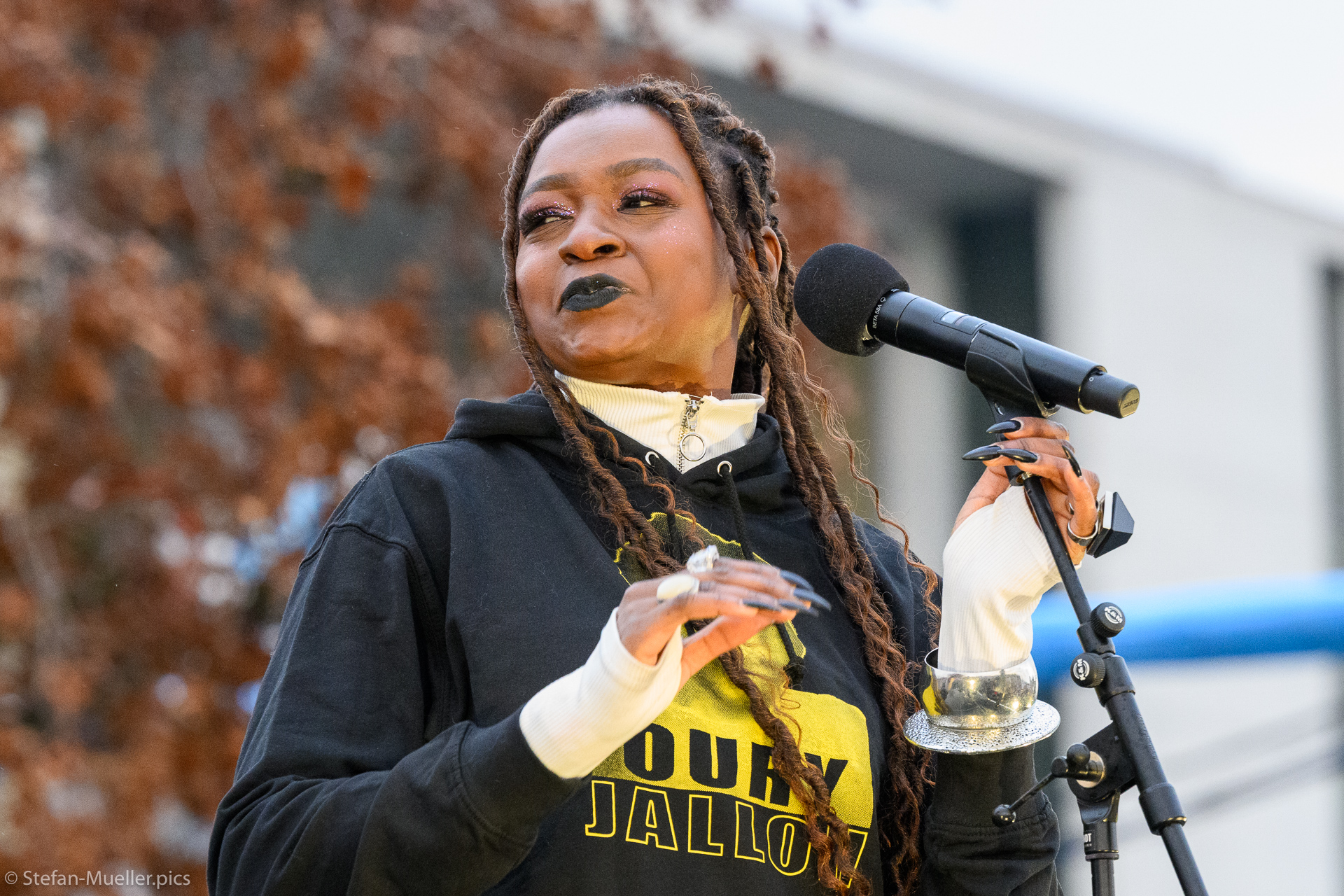
Malonda bei einer Demonstration gegen Rechts in Berlin (2024)

Achan Malonda (geboren am 30. Juli 1983 in Essen) ist eine deutsche Sängerin, die unter ihrem Nachnamen Malonda  auftritt.  Neben ihrer Musik arbeitet sie als Songwriterin, Musicaldarstellerin und Moderatorin. Sie positioniert sich als Aktivistin zu Themen wie inklusivem Feminismus, Sexismus und Rassismus.

## Werdegang
Malonda wuchs als Tochter einer Kongolesin und eines Sudanesen, die sich in Deutschland kennenlernten, in Essen auf, viele Jahre davon mit einer Pflegemutter. Nach dem Abitur studierte sie VWL und Medienwirtschaft. Sie arbeitete unter anderem bei der Deutschen Welle und als Assistentin einer Kunstkuratorin.
Durch das Album Emergency von Kool & the Gang von 1984, das Achan Malonda als Kind von ihrer Mutter vorgespielt bekam, begann Malonda, sich für Musik zu interessieren. In diesem Zusammenhang schwärmt sie für den Gesang von Sänger James „JT“ Taylor. Außerdem waren Lionel Richie, Whitney Houston, Michael Jackson, Tina Turner, Take That, Caught in the Act und The Kelly Family für ihre musikalische Sozialisation während ihrer Jugend bedeutsam. Malonda sang 13 Jahre in einem Essener Kinderchor sowie in einer Punkband. Während ihrer Zeit im Chor sang Achan Malonda mit Vorliebe Vokalstücke im Stil des Madrigals. Zeitweise sang sie zudem in einer Robbie-Williams-Coverband.
Mit 23 Jahren trat sie in der Castingshow Popstars auf. Von 2007 bis 2009 war sie als Musicaldarstellerin in Der König der Löwen tätig, in der Rolle der Sarabi. Zuvor hatte sie bereits in dem Theaterstück Die Tochter der Luft, die Dramatisierung eines Werks von Schriftsteller Hans Magnus Enzensberger, neben Schauspielerin Gudrun Landgrebe im Essener Grillo-Theater als Statistin ein Sklavenmädchen verkörpert. Malondas erste Veröffentlichung mit dem Namen Mondin erschien im Jahr 2019 und thematisierte den Zusammenhalt von Frauen in Kunst und Musik.
Zu Malondas Vorbildern gehören Hildegard Knef oder Grace Jones.
Im Sommer 2018 wirkte Malonda in dem Bühnenstück Affe, basierend auf dem Debütalbum Stadtaffe des Musikers Peter Fox, in der Neuköllner Oper in Berlin mit. Dabei handelte es sich um eine Inszenierung des Theaterregisseurs Fabian Gerhardt und des Autors John von Düffel. Ferner spielte sie 2020 die Rolle der Sarah im Stück Nina Simone: Four Women am Theater Drachengasse in Wien.
Malonda ist Mitbegründerin des Kollektivs QTI*BIPoC United.
Nach einem Aufenthalt in Hamburg lebt Malonda seit 2013 in Berlin.
2024 erhielt sie bei den Listen to Berlin Awards den Publikumspreis für den besten Song eines Berliner Acts.

## Diskografie
- Mondin (EP) (2019)
- Mein Herz ist ein dunkler Kontinent (2023)[17]